# Ibrahim Rugova
Ibrahim Rugova, född 2 december 1944 i Cerrçë i Kungariket Jugoslavien, död 21 januari 2006 i Prishtina i Kosovo, var en kosovoalbansk litteraturvetare, författare och politiker. Han var ordförande för Kosovos författarförbund 1988–1989, partiledare för Kosovos demokratiska förbunds (KDF) 1989–2006 och Kosovos president 1992–2000 och 2002–2006. År 1998 tilldelades Rugova Europaparlamentets pris för tankefrihet (Sacharovpriset) för den fredliga motståndskamp han förde för etniska albaners oberoende i Kosovo.
Ibrahim Rugova ägnade sig åt under sitt offentliga liv att med fredliga medel nå självständighet å kosovoalbanernas vägnar.

## Bakgrund
Ibrahim Rugova föddes den 2 december 1944 i Istog i Kosovo under andra världskrigets slutskede. Vid denna tid var den största delen av Kosovo enat med Albanien (under kontroll från Benito Mussolinis Italien sedan 1941, och senare av Nazityskland från och med 1943). Den jugoslaviska överhögheten återupprättades i slutet av kriget då området befriades av partisanerna som besegrade albanska kollaboratörer. Hans far Uke Rugova och hans farfar Rrustë Rugova avrättades i januari 1945 som nazistiska kollaboratörer. Rugova gick i grundskola i Istog och tog studenten vid gymnasiet i Peja 1967.
Han flyttade till det nybildade universitetet i Pristina, där han studerade på den filosofiska fakulteten. Som en del av sina studier tillbringade han två år (1976-1977) vid École Pratique des Hautes Études i Paris som student till Roland Barthes.
Rugova var verksam som journalist under hela 1970-talet och skrev för studenttidningen Bota e Re ("Nya världen") och tidningen Dituria ("Kunskap"). Han arbetade även vid Institutet för albanska studier i Pristina, där han blev chefredaktör för Gjurmime albanologjike. Han gick med i Jugoslaviens kommunistförbund under denna period. Som i många andra kommunistiska stater var partimedlemskap viktigt för alla som ville avancera. Rugova lyckades göra sig ett namn genom att publicera ett antal verk om litteraturteori, -kritik och -historia samt egen poesi. Publikationerna gav honom ett erkännande som en framstående person i Kosovos albanskspråkiga intelligentia och 1988 valdes han till ordförande för Kosovos författarförbund (KWU).

## Politisk karriär
Rugova kämpade under hela 1990-talet aktivt mot våld och för en fredlig lösning på de problem som uppstått i Kosovo sedan den serbiska regimen 1989 avskaffat provinsens autonomi. Under denna tid spelade han också en aktiv roll i den icke erkända kosovanska regeringen som de etniska albanerna i Kosovos parlament hade utropat.
1998 fick han Sacharovpriset, som delas ut till personer som kämpar mot förtryck och för mänskliga rättigheter.
Under 1999 väckte han upprörda känslor i Kosovo genom att föra en dialog med Milošević i serbisk TV och förlorade en del stöd bland etniska albaner. Han uppfattas ofta som alltför passiv av många politiska krafter i provinsen. Som en motreaktion mot hans icke-våldspolitik bildades Kosovos befrielsearmé, UÇK. Den 28 februari 1998 bröt kriget ut i Kosovo när serbisk militär belägrade familjen Jasharis gård. Den 12 juni 1999 avslutades kriget när den sista serbiska soldaten lämnade Kosovo. Strax efter det återkom Rugova till Kosovo, efter att ha levt i landsflykt i Italien under den sista tiden av kriget.
Rugova blev som ledare för LDK (Lidhja Demokratike e Kosovës/Kosovos Demokratiska Parti) och valdes till provinsens/landets president 4 mars 2002.
På foton bar han ofta en röd silkesscarf som blev något av hans personliga kännetecken.
Han blev utsatt för ett attentat, när en bomb exploderade i en soptunna samtidigt som hans bil körde förbi den 15 mars 2003. Han avled 21 januari 2006 i lungcancer, som han lidit av under en längre tid. Rugova kom att förkroppsliga den kosovoalbanska kampen för självständighet från Serbien. I Kosovo kom han att kallas "Gandhi i ballkanit" som betyder "Balkans Gandhi".

## Utmärkelser
- 1995 fredspris av danska Paul Litzer Foundation
- 1996 hedersdoktor vid universitetet i Paris VIII: Vincennes - Saint-Denis, Frankrike
- 1998 Sacharovpriset av Europaparlamentet.
- 1999 Toleranzpreis der Stadt Münster (ung. Münster stads toleranspris)
- 1999 hedersmedborgare i de italienska städerna Venedig, Milano och Brescia
- 2000 fredspris av Unió Democràtica de Catalunya (den katalanska demokratiska unionen) i Spanien
- 2003 priset European Senator of Honour
- 2004 hedersdoktor vid Tiranas universitet
- 2006 priset Hero i Popullit (ung. Albansk hjälte) av Albaniens president Alfred Moisiu
- 2007 priset Kosovansk hjälte av den kosovanske presidenten Fatmir Sejdiu